# Olsberg BL
| BL ist das Kürzel für den Kanton Basel-Landschaft in der Schweiz. Es wird verwendet, um Verwechslungen mit anderen Einträgen des Namens Olsberg (Begriffsklärung) zu vermeiden. |

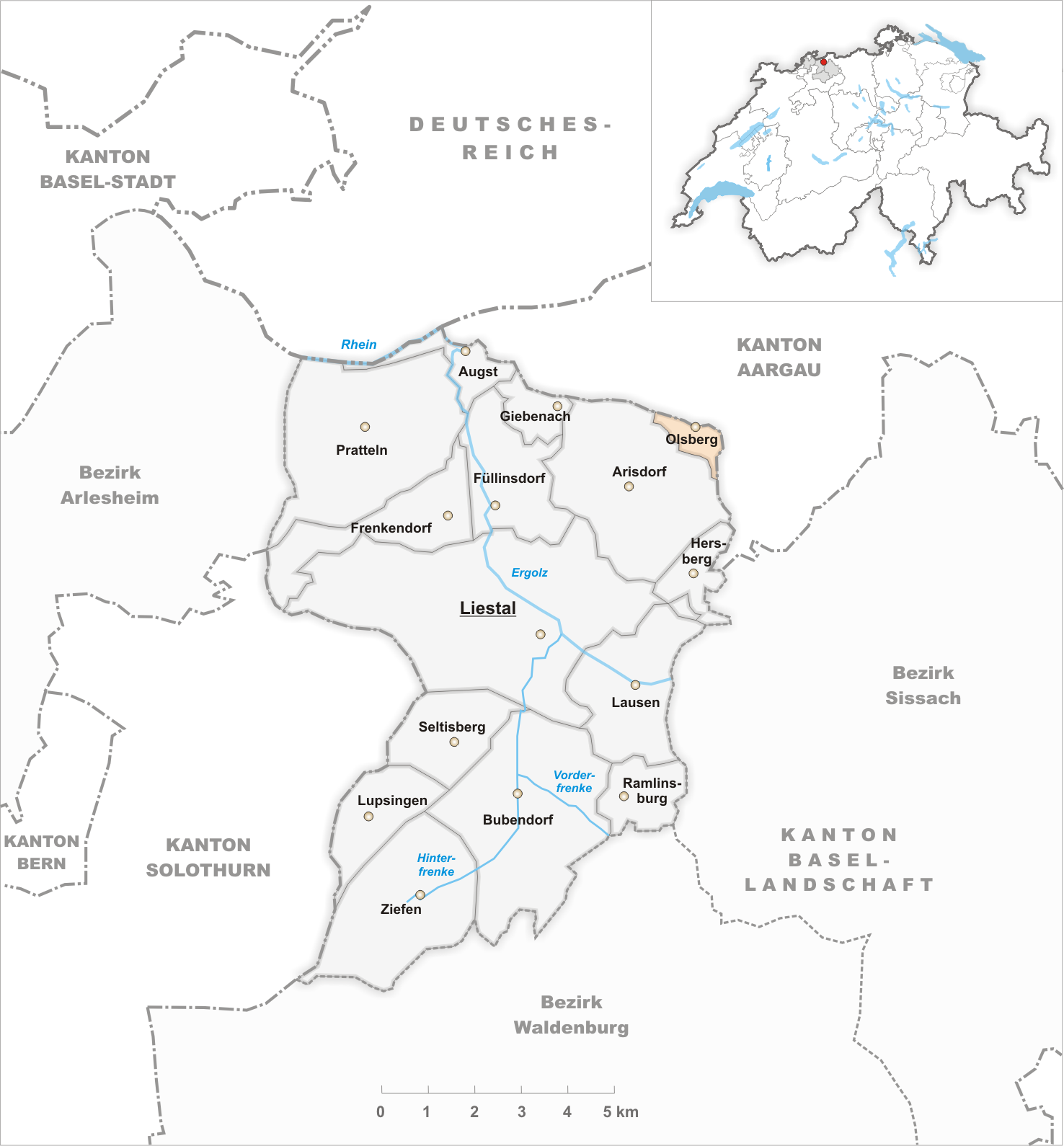
Gemeindestand vor der Fusion am 1. Januar 1882

Olsberg ist eine ehemalige Gemeinde des Bezirks Liestal des Kantons Basel-Landschaft in der Schweiz. Am 1. Januar 1882 wurde Olsberg mit der Gemeinde Arisdorf fusioniert.

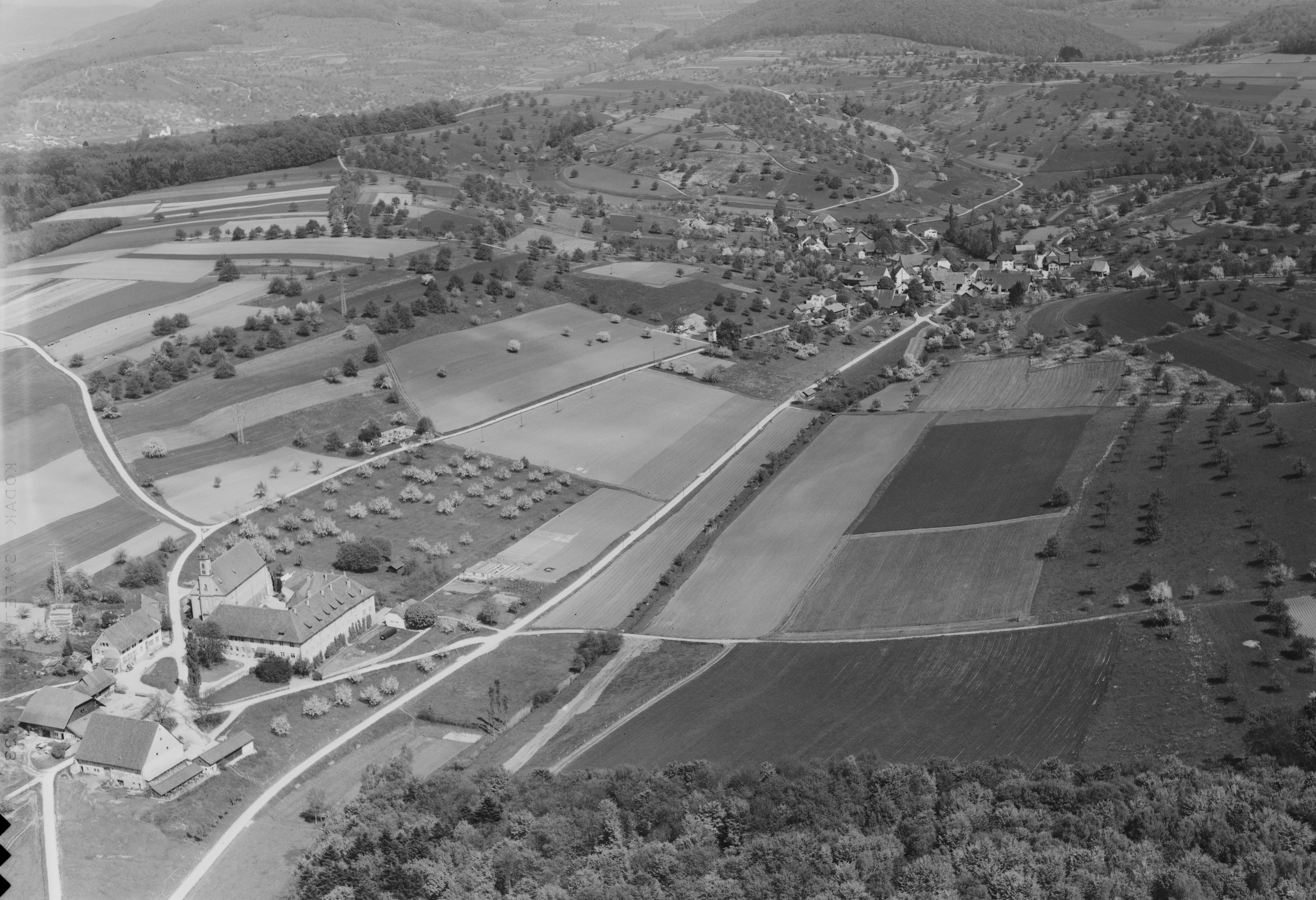
Historisches Luftbild von Werner Friedli (1965)

Das namensgebende Dorf Olsberg liegt beidseitig des Violenbachs und gehört grösstenteils zum Kanton Aargau.